# غاري بروملي
غاري بروملي هو لاعب هوكي جليد كندي، ولد في 19 يناير 1950 في إدمونتون في كندا.

## وصلات خارجية
- غاري بروملي على موقع دوري الهوكي الوطني (الإنجليزية)
- غاري بروملي على موقع قاعة مشاهير الهوكي (لاعب أن.إتش.أل) (الإنجليزية)
- غاري بروملي على موقع EliteProspects.com (الإنجليزية)
- غاري بروملي على موقع HockeyDB.com (الإنجليزية)
- غاري بروملي على موقع Hockey-Reference.com (الإنجليزية)